# Караєв Джума Дурди
Джума Дурди Караєв (нар. 10 січня 1910, селище Байрам-Алі Мервського повіту Закаспійської області, потім Туркмен-Калінського району Марийської області, тепер місто Байрамали Марийського велаяту, Туркменістан — 4 травня 1960, місто Ашгабат, Туркменістан) — туркменський радянський державний і партійний діяч, Голова Ради Міністрів Туркменської РСР (1958—1959), 1-й секретар ЦК КП Туркменістану (1958—1960). Депутат Верховної Ради СРСР 3—5-го скликань.

## Біографія
Народився 28 грудня 1909 (10 січня 1910) року в родині селянина-бідняка, виходець з туркменського племені марийських текінців. До 1926 року виховувався у Байрам-Алійському інтернаті. У 1926 році вступив у комсомол.
У 1933 році закінчив Байрам-Алійський сільськогосподарський технікум Туркменської РСР.
У 1932—1935 роках — завідувач Байрам-Алійського інтернату сільськогосподарського технікуму і робітничого факультету. У 1935—1937 роках — викладач, заступник директора Байрам-Алійського навчального комбінату Туркменської РСР.
У 1937—1938 роках — агроном колгоспу в Туркменській РСР. У 1938—1941 роках — директор машинно-тракторної станції в Туркменській РСР.
Член ВКП(б) з 1939 року.
У 1941—1942 роках — 1-й секретар Тахта-Базарського районного комітету КП(б) Туркменістану Марийської області.
У 1942—1943 роках — заступник народного комісара державного контролю Туркменської РСР.
У грудні 1943 — січні 1947 року — секретар, 1-й секретар Керкінського обласного комітету КП(б) Туркменістану.
У 1947—1950 роках — міністр сільського господарства  Туркменської РСР.
У 1950—1952 роках — слухач Вищої партійної школи при ЦК ВКП(б) у Москві. Закінчив два курси.
У 1952—1958 роках — 1-й секретар Ташаузького обласного комітету КП Туркменістану.
14 січня 1958 — 20 січня 1959 року — голова Ради Міністрів Туркменської РСР.
14 грудня 1958 — 4 травня 1960 року — 1-й секретар ЦК КП Туркменістану.
Помер після важкої хвороби.

## Нагороди
- чотири ордени Леніна
- два ордени Трудового Червоного Прапора (11.04.1947)
- орден «Знак Пошани»
- медалі